# Seznam poslancev šeste italijanske legislature
Seznam poslancev šeste italijanske legislature prikazuje imena poslancev Šeste legislature Italijanske republike po splošnih volitvah leta 1972.

## Povzetek sestave
| Parlamentarne skupine                         | končna Leg. |
| --------------------------------------------- | ----------- |
| Komunisti                                     | 175         |
| Krščanski demokrati                           | 263         |
| Movimento Sociale Italiano - Destra Nazionale | 55          |
| Partito Socialista Democratico Italiano       | 30          |
| Partito Socialista Italiano                   | 61          |
| Partito Repubblicano                          | 15          |
| Partito Liberale Italiano                     | 20          |
| Misto                                         | 10          |
| Skupaj                                        | 629         |

## Predsedstvo

#### Predsenik
- Sandro Pertini (PSI)

#### Podpredsedniki
- Benigno Zaccagnini (DC) (zapustil funkcijo 22.9.1975)
- Oscar Luigi Scalfaro (DC) (izvoljen 22.10.1975)
- Roberto Lucifredi (DC)
- Arrigo Boldrini (PCI)
- Nilde Iotti (PCI)

#### Kvestorji
- Michele Tantalo (DC)
- Guido Ceccherini (PSDI)
- Franco Busetto (PCI)

#### Sekretarji
- Luigi Girardin (DC)
- Michele Pistillo (PCI)
- Aldo D'Alessio (PCI)
- Dino Moro (PSI)
- Antonio Guarra (MSI-DN)
- Arnaldo Armani (DC)
- Gennaro Papa (PLI) (zapustil funkcijo 22.9.1975)
- Aristide Gunnella (PRI) (zapustil funkcijo 30.6.1972)
- Pietro Serrentino (PLI) (izvoljen 22.10.1975)
- Ennio D'Aniello (PRI) (izvoljen 27.7.1972)

## Parlamentarne skupine

### Krščanski demokrati

#### Predsednik
- Flaminio Piccoli

#### Podpredsedniki
- Aldo Amadeo (v funkciji do 30.6.1972)
- Paolo Barbi (v funkciji od 16.10.1973)
- Guido Bernardi (v funkciji od 23.1.1975)
- Francesco Fabbri (v funkciji do 30.6.1972)
- Leandro Fusaro (v funkciji od 1.8.1972)
- Giuseppe La Loggia (v funkciji od 1.8.1972 do 18.10.1973)
- Virginio Rognoni

#### Sekretarji
- Carlo Buzzi (v funkciji od 23.1.1975)
- Alessandro Canestrari (v funkciji do 30.6.1972)
- Michelangelo Dall'Armellina (v funkciji od 1.8.1972)
- Edoardo Speranza (v funkciji do 30.6.1972)
- Giorgio Spitella (v funkciji od 1.8.1972 do 28.11.1974)

#### Upravni sekretarji
- Giuseppe Azzaro (v funkciji od 18.12.1974)
- Primo Lucchesi (v funkciji od 1.8.1972 do 28.11.1974)
- Gabriele Semeraro (v funkciji do 30.6.1972)

#### Člani
- Alberto Aiardi
- Gianfranco Aliverti
- Cesare Allegri
- Raffaele Allocca
- Aldo Amadeo
- Francesco Amodio
- Giovanni Andreoni
- Giulio Andreotti
- Tina Anselmi
- Dario Antoniozzi
- Arnaldo Armani
- Baldassare Armato
- Gian Aldo Arnaud
- Giuseppe Balasso (v funkciji do 15.5.1975)

Valentino Perdonà (prevzel 21.5.1975)
- Carlo Baldi
- Davide Barba
- Martino Bardotti
- Piero Bargellini
- Aldo Bassi
- Mario Beccaria
- Angelo Becciu
- Corrado Belci
- Nicola Bellisario
- Italo Bellotti
- Alcide Berloffa
- Giovanni Bersani
- Pierantonino Bertè
- Loris Biagioni
- Fortunato Bianchi
- Gerardo Bianco
- Antonio Bisaglia
- Guido Bodrato
- Antonio Bodrito (v funkciji do 26.8.1974)

Pietro Zoppi (prevzel 25.9.1974)
- Ines Boffardi
- Anselmo Boldrin
- Giacomo Bologna
- Gilberto Bonalumi
- Paolo Bonomi
- Luigi Borghi
- Carlo Borra
- Franco Bortolani
- Manfredi Bosco
- Giuseppe Botta
- Carlo Bottari
- Francesco Bova
- Piergiorgio Bressani
- Mauro Bubbico
- Brunetto Bucciarelli Ducci
- Pietro Buffone
- Paolo Cabras
- Italo Giulio Caiati
- Luigi Caiazza
- Vittorio Calvetti
- Michele Capra
- Egidio Carenini
- Giuseppe Caroli
- Gianuario Carta
- Maria Luisa Cassanmagnago Cerretti
- Angelo Castelli
- Albertino Castellucci
- Francesco Cattanei
- Giannina Cattaneo Petrini
- Stefano Cavaliere
- Vittorio Cervone
- Adriano Ciaffi (v funkciji do 21.8.1975)

Roberto Massi(prevzel 23.9.1975)
- Bartolomeo Ciccardini
- Maria Cocco
- Giuseppe Codacci Pisanelli
- Emilio Colombo
- Vittorino Colombo
- Renato Corà
- Giuseppe Cortese
- Francesco Cossiga
- Giuseppe Costamagna
- Nino Cristofori
- Sergio Cuminetti
- Giuseppe Antonio Dal Maso
- Bernardo D'Arezzo
- Danilo De' Cocci
- Donato Mario De Leonardis
- Beniamino De Maria
- Gustavo De Meo
- Ciriaco De Mita
- Costante Degan
- Antonio Del Duca
- Renato Dell'Andro
- Natalino Di Giannantonio
- Gaetano Di Leo
- Carlo Donat Cattin
- Antonino Drago
- Giovanni Elkan
- Enzo Erminero
- Franco Evangelisti
- Carlo Felici
- Mario Ferrari Aggradi (v funkciji do 2.3.1976)

Gianfranco Rocelli (prevzel 3.3.1976)
- Mario Fioret
- Giovanni Angelo Fontana
- Arnaldo Forlani
- Franco Foschi
- Carlo Fracanzani
- Aventino Frau
- Luigi Michele Galli
- Giovanni Galloni
- Giuseppe Gargani
- Mario Gargano
- Piero Luigi Gasco
- Remo Gaspari
- Antonio Gava
- Luigi Giglia
- Giovanni Gioia
- Alessandro Giordano
- Luigi Girardin
- Luigi Granelli
- Niccolò Grassi Bertazzi
- Luigi Gui
- Antonino Gullotti
- Mauro Ianniello
- Lino Innocenti
- Attilio Iozzelli
- Lorenzo Isgrò
- Antonio Laforgia
- Nicola Lapenta
- Vito Lattanzio
- Nicola Lettieri
- Salvo Lima
- Ettore Lindner
- Concetto Lo Bello
- Arcangelo Lobianco
- Giovanni Enrico Lombardi
- Raffaello Lospinoso Severini
- Roberto Lucifredi
- Enzo Luraschi
- Desiderio Maggioni
- Domenico Magrì (v funkciji do 27.4.1976)

Salvatore Barberi (prevzel 28.4.1976)
- Franco Malfatti
- Antonio Mancini
- Vincenzo Mancini
- Guido Mantella
- Aristide Marchetti
- Mario Dino Marocco
- Maria Eletta Martini
- Antonio Marzotto Caotorta
- Giovanni Matta
- Gino Mattarelli
- Cesare Matteini
- Antonio Mario Franco Mazzarrino
- Francesco Mazzola
- Roberto Mazzotta
- Enrico Medi (v funkciji do 26.5.1974)

Ennio Pompei (prevzel 29.5.1974)
- Gianfranco Merli
- Enzo Meucci
- Filippo Micheli
- Pietro Micheli
- Amalia Miotti Carli
- Giuseppe Miroglio
- Riccardo Misasi
- Carlo Molè
- Maurizio Monti
- Danilo Morini
- Aldo Moro
- Lorenzo Natali
- Andrea Negrari
- Guglielmo Nucci
- Marcello Olivi
- Gianfranco Orsini
- Pietro Padula
- Filippo Maria Pandolfi
- Francesco Patriarca
- Vincenzo Pavone
- Mario Pedini
- Erminio Pennacchini
- Maurizio Pensa
- Antonino Perrone
- Amerigo Petrucci
- Sergio Pezzati
- Domenico Pica
- Rolando Picchioni
- Enea Piccinelli
- Beppe Pisanu
- Natale Pisicchio
- Ferruccio Pisoni
- Giorgio Postal
- Giovanni Prandini
- Roberto Prearo
- Ernesto Pucci
- Calogero Pumilia
- Luciano Radi
- Leandro Rampa
- Francesco Rausa
- Giuseppe Reale
- Pietro Rende
- Franco Restivo (v funkciji do 17.4.1976)

Benedetto Del Castillo (prevzel 22.4.1976)
- Emidio Revelli
- Pietro Riccio (v funkciji do 14.11.1975)
- Stefano Riccio
- Elio Rosati
- Attilio Ruffini
- Mariano Rumor
- Carlo Russo
- Ferdinando Russo
- Vincenzo Russo
- Gianfranco Sabbatini
- Angelo Salizzoni
- Vittorio Salvatori

poslanec do 12.3.1975 in se nato pridruži Partito Socialista Democratico Italiano
- Franco Salvi
- Carlo Sangalli
- Giorgio Santuz
- Angelo Sanza
- Domenico Sartor
- Gabriele Sboarina
- Oscar Luigi Scalfaro
- Vincenzo Scarlato
- Primo Schiavon
- Vincenzo Scotti
- Giacomo Sedati
- Marcello Sgarlata
- Marcello Simonacci
- Giuseppe Sinesio
- Giovanni Sisto
- Francesco Sobrero
- Enrico Nicola Spadola
- Edoardo Speranza
- Carlo Stella
- Ferdinando Storchi
- Fiorentino Sullo

poslanec do 8.4.1974 in se nato pridruži Skupini Misto
- Michele Tantalo
- Eugenio Tarabini
- Paolo Emilio Taviani
- Giancarlo Tesini
- Renato Tozzi Condivi
- Giovanni Traversa
- Ferdinando Truzzi
- Francesco Turnaturi
- Giacinto Urso
- Salvatore Urso
- Mario Vaghi
- Mario Valiante
- Bruno Vecchiarelli
- Francesco Verga (v funkciji do 28.8.1975)

Pietro Bruschi (prevzel 8.10.1975)
- Mario Vetrone
- Rodolfo Vicentini (v funkciji do 19.12.1974)

Ernesta Belussi (prevzela 9.1.1975)
- Ruggero Villa
- Sebastiano Vincelli
- Bruno Vincenzi
- Lino Vitale
- Calogero Volpe
- Benigno Zaccagnini
- Giuseppe Zamberletti
- Amos Zanibelli
- Alfeo Zanini
- Michele Zolla
- Giuseppe Zurlo

### Partito Comunista Italiano

#### Predsednik
- Alessandro Natta

#### Podpredsedniki
- Giuseppe D'Alema
- Carlo Alberto Galluzzi

#### Sekretarji
- Antonio Caruso
- Vito Damico (v funkciji do 18.6.1975)
- Alberto Malagugini
- Luigi Marras (v funkciji do 12.12.1972)
- Mario Pochetti

#### Člani
- Dolores Abbiati
- Veniero Accreman
- Peppino Aldrovandi
- Giorgio Amendola
- Vito Angelini
- Aldo Arzilli (v funkciji do 26.1.1973)

Rosalia Vagli (prevzela 31.1.1973)
- Franco Assante
- Maruzza Astolfi
- Marco Baccalini
- Roberto Baldassari
- Vincenzo Baldassi
- Renato Ballarin
- Luciano Barca
- Mario Bardelli
- Mario Andrea Bartolini
- Renato Bastianelli (v funkciji do 21.8.1975)

Gennaro Barboni (prevzel 23.9.1975)
- Gianfilippo Benedetti
- Tullio Benedetti (v funkciji do 26.11.1974)

Piergiorgio Allera (prevzel 26.11.1974)
- Enrico Berlinguer
- Giovanni Berlinguer
- Bruno Bernini
- Tommaso Biamonte
- Alfredo Bianchi
- Giorgio Bini
- Alfredo Bisignani
- Arrigo Boldrini
- Emo Bonifazi
- Giovanni Bortot
- Pier Giorgio Bottarelli
- Federico Brini
- Franco Busetto
- Giovanni Buzzoni
- Carla Capponi Bentivegna
- Umberto Cardia
- Giuseppe Carrà
- Alessandro Carri
- Carmen Casapieri
- Nicola Cataldo
- Francesco Catanzariti
- Sergio Ceravolo
- Benito Cerra
- Carlo Cerri
- Gino Cesaroni
- Giuseppe Chiarante
- Cecilia Chiovini Facci
- Aurelio Ciacci
- Anna Maria Ciai Trivelli
- Mario Cirillo
- Giuseppe Cittadini
- Fabio Maria Ciuffini
- Franco Coccia
- Domenico Conte
- Vincenzo Corghi
- Aldo D'Alessio
- Vito Damico (v funkciji do 18.1.1975)

Pompeo Colajanni (prevzel 25.1.1975)
- Luigi D'Angelo
- Antonio D'Auria
- Sergio De Carneri
- Giuliano De Laurentiis (v funkciji do 12.10.1973)

Guglielmo Mancinelli (prevzel 17.10.1973)
- Giorgio De Sabbata
- Mario Vincenzo Di Gioia
- Fernando Di Giulio
- Gaetano Di Marino
- Marcello Di Puccio
- Claudio Donelli
- Francesco Dulbecco
- Attilio Esposto
- Adriana Fabbri Seroni
- Ivo Faenzi
- Girolamo Federici
- Alessandro Ferretti (v funkciji do 14.5.1975)

Domenico Bacchi (prevzel 20.5.1975)
- Giulietta Fibbi
- Renato Finelli
- Custode Floriello
- Sergio Flamigni
- Mario Foscarini
- Bruno Fracchia
- Giovanni Furia
- Pietro Gambolato
- Mario Garbi
- Eraldo Gastone
- Giovanni Giadresco
- Gabriele Giannantoni
- Mario Giannini
- Roberto Giovannini
- Epifanio Cataldo Giudiceandrea
- Giuseppe Gramegna
- Giuseppe Guglielmino
- Pietro Ingrao
- Nilde Iotti
- Giuseppe Iperico
- Angelo Maria Jacazzi
- Vittorio Korach
- Angelo La Bella
- Salvatore La Marca
- Pio La Torre
- Giovanni Lamanna
- Mario Adriano Lavagnoli
- Silvio Leonardi
- Mario Lizzero
- Adriana Lodi Faustini Fustini
- Mauro Silvano Lombardi (v funkciji do 28.4.1973)

Federico Pietro Mignani (prevzel 3.5.1973)
- Luigi Longo
- Emanuele Macaluso
- Giuseppe Mancuso
- Roberto Marmugi (v funkciji do 29.10.1972)

Bruno Niccoli (prevzel 8.11.1972)
- Luigi Marras
- Decimo Martelli
- Lodovico Maschiella
- Giuseppa Mendola
- Lorenzo Menichino
- Vincenzo Miceli
- Giorgio Milani
- Aldo Mirate
- Renato Monti
- Isacco Nahoum
- Giorgio Napolitano
- Cesarino Niccolai
- Giuseppe Noberasco
- Giancarlo Pajetta
- Mario Pani
- Pasquale Pascariello
- Eugenio Peggio
- Emilio Pegoraro
- Maria Agostina Pellegatta
- Giovanni Pellicani
- Sergio Pellizzari
- Tommaso Perantuono
- Gino Picciotto
- Enrico Piccone
- Michele Pistillo
- Leonello Raffaelli
- Marino Raicich
- Vincenzo Raucci
- Alfredo Reichlin
- Salvatore Riela
- Grazia Riga
- Egizio Sandomenico
- Renato Sandri
- Eirene Sbriziolo De Felice
- Vinicio Scipioni
- Donato Scutari
- Sergio Segre
- Luciana Sgarbi Bompani
- Albino Skerk
- Ugo Spagnoli
- Livio Stefanelli
- Renata Talassi Giorgi
- Mario Tamini
- Danilo Tani
- Giulio Tedeschi
- Adelio Terraroli
- Sergio Tesi
- Alessandro Tessari
- Alberto Todros
- Aldo Tortorella
- Filippo Traina
- Girolamo Tripodi
- Rubes Triva
- Antonello Trombadori
- Domenico Valori (v funkciji do 21.8.1975)

Claudio Bruno Corvatta (prevzel 23.9.1975)
- Savino Giuseppe Vania
- Guido Venegoni
- Giuseppe Venturoli
- Veraldo Vespignani
- Ugo Vetere
- Stefano Vetrano
- Nazareno Vitali
- Francesco Zoppetti

### Partito Socialista Italiano

#### Predsednik
- Luigi Bertoldi (v funkciji do 7.7.1973)
- Luigi Mariotti (v funkciji od 27.7.1973)

#### Podpredsedniki
- Michele Achilli
- Mario Ferri

#### Sekretarji
- Lucio Mariano Brandi (v funkciji do 16.3.1974)
- Libero Della Briotta (v funkciji do 26.10.1972)
- Aldo Spinelli (v funkciji od 12.7.1974)

#### Člani
- Leonetto Amadei (v funkciji do 27.6.1972)
- Mario Artali
- Renato Ballardini
- Vincenzo Balzamo
- Paolo Battino Vittorelli
- Cesare Bensi
- Antonio Caldoro
- Antonio Enrico Canepa
- Armando Cascio (v funkciji do 25.9.1974)

Salvatore Miceli (prevzel 26.9.1974)
- Franco Castiglione
- Francesco Colucci
- Franco Concas
- Bettino Craxi
- Vito Cusumano
- Francesco De Martino
- Giuseppe Di Vagno jr.
- Salvatore Fausto Fagone
- Luigi Dino Felisetti
- Attilio Ferrari
- Loris Fortuna
- Salvatore Frasca
- Francesco Froio
- Antonio Giolitti
- Alfredo Giovanardi
- Mario Marino Guadalupi
- Giorgio Guerrini
- Salvatore Lauricella
- Vito Vittorio Lenoci
- Pietro Lezzi
- Riccardo Lombardi
- Giuseppe Macchiavelli
- Maria Magnani Noya
- Enrico Manca
- Giacomo Mancini
- Nello Mariani
- Cornelio Masciadri
- Dino Moro
- Giovanni Mosca
- Giovanni Musotto
- Ruggero Orlando
- Michele Pellicani
- Sandro Pertini
- Francesco Principe
- Enrico Quaranta
- Nevo Querci
- Elvio Alfonso Salvatore
- Gianni Savoldi
- Stefano Servadei
- Claudio Signorile
- Artemio Strazzi
- Giuseppe Tocco
- Aldo Venturini
- Manlio Vineis
- Renzo Zaffanella
- Mario Zagari

### Movimento Sociale Italiano - Destra Nazionale

#### Predsednik
- Ernesto De Marzio

#### Podpredsedniki
- Raffaele Delfino (v funkciji od 18.10.1973)
- Alfredo Pazzaglia

#### Sekretarji
- Giovanni Andrea Borromeo d'Adda (v funkciji od 18.10.1973)
- Renzo de'Vidovich (v funkciji od 18.10.1973)
- Raffaele Delfino (v funkciji do 18.10.1973)
- Orazio Santagati (v funkciji do 18.10.1973)

#### Člani
- Tullio Abelli
- Gennaro Alfano
- Giorgio Almirante
- Fortunato Aloi
- Francesco Giulio Baghino
- Gino Birindelli

poslanec do 28.6.1974 in se nato pridruži Skupini Misto
- Antonino Giuseppe Buttafuoco
- Giuseppe Calabrò
- Giulio Caradonna
- Michele Cassano (v funkciji do 21.8.1975)

Achille Tarsia Incuria (prevzel 23.9.1975)
- Pietro Cerullo
- Umberto Chiacchio
- Nicola Cotecchia
- Alfredo Covelli
- Carlo Aristide Dal Sasso
- Giovanni De Lorenzo (v funkciji do 26.4.1973)

Michele Marchio (prevzel 3.5.1973)
- Ferruccio De Michieli Vitturi
- Ferdinando Di Nardo
- Franco Franchi
- Antonio Grilli
- Antonio Guarra
- Achille Lauro
- Guido Lo Porto
- Antonino Macaluso
- Aldo Maina (v funkciji do 2.8.1973)

Andrea Galasso (prevzel 23.9.1973)
- Clemente Manco
- Edoardo Marino
- Stefano Menicacci
- Antonio Messeni Nemagna (v funkciji do 26.2.1975)

Ferdinando Marinelli (prevzel 5.3.1975)
- Raimondo Milia
- Giuseppe Niccolai
- Angelo Nicosia
- Renato Palumbo
- Francesco Petronio
- Pietro Pirolo
- Pino Rauti
- Giovanni Roberti
- Nicola Romeo (v funkciji do 25.5.1974)

Benito Bollati (prevzel 29.5.1974)
- Pino Romualdi
- Sandro Saccucci
- Franco Servello
- Pietro Sponziello
- Carlo Tassi
- Giuseppe Tortorella
- Enzo Trantino
- Mirko Tremaglia
- Antonino Tripodi
- Luigi Turchi
- Raffaele Valensise

### Partito Socialista Democratico Italiano

#### Predsednik
- Flavio Orlandi (v funkciji do 27.6.1972)
- Antonio Cariglia (v funkciji od 27.6.1972)

#### Podpredsedniki
- Alessandro Reggiani

#### Sekretarji
- Terenzio Magliano (v funkciji od 1.2.1973)
- Anselmo Martoni (v funkciji do 30.6.1972)

#### Člani
- Giuseppe Amadei
- Luigi Angrisani

poslanec do 28.1.1975 in se nato pridruži Skupini Misto
- Costantino Belluscio
- Alberto Bemporad
- Guido Ceccherini
- Aldo Cetrullo
- Alberto Ciampaglia
- Bruno Corti
- Salvatore Cottoni (v funkciji do 24.9.1974)

Umberto Genovesi (prevzel 27.9.1974)
- Michele Di Giesi
- Mauro Ferri
- Gino Ippolito
- Giuseppe Lupis
- Anselmo Martoni (v funkciji do 24.1.1973)

Livio Ligori (prevzel 24.2.1973)
- Renato Massari
- Matteo Matteotti
- Franco Nicolazzi
- Leonardo Pandolfo
- Enzo Poli (v funkciji do 19.4.1975)

Giuseppe Averardi (v funkciji od 23.4.1975)
- Luigi Preti
- Umberto Righetti
- Enrico Rizzi
- Pier Luigi Romita
- Quirino Russo
- Mario Tanassi

Dne 3.6.1974 se je pridružil skupini poslanec Fiorentino Sullo - originalno član skupine Misto
Dne 12.3.1975 se je pridružil skupini poslanec Vittorio Salvatori - originalno član Krščanskih demokratov

### Partito Liberale Italiano

#### Predsednik
- Aldo Bozzi (v funkciji do 26.6.1972)
- Alberto Giomo (v funkciji od 12.7.1972 do 15.10.1975)
- Fausto Samuele Quilleri (v funkciji od 15.10.1975)

#### Podpredsedniki
- Massimo Alesi (v funkciji od 15.10.1975 do 11.2.1976)
- Benedetto Cottone (v funkciji do 30.6.1972)
- Ferruccio De Lorenzo (v funkciji od 11.2.1976)
- Alberto Giomo (v funkciji do 12.7.1972)
- Fausto Samuele Quilleri (v funkciji od 12.7.1972 do 15.10.1975)

#### Sekretarji
- Massimo Alesi (v funkciji od 11.2.1976)

#### Člani
- Giuseppe Alessandrini
- Giuseppe Alpino (v funkciji do 8.5.1976)

Enrico Michele Demarchi (prevzel 19.5.1976)
- Renato Altissimo
- Vittorio Badini Confalonieri
- Antonio Baslini
- Agostino Bignardi
- Vittore Catella
- Luigi Durand de la Penne
- Alberto Ferioli
- Mario Domenico Gerolimetto
- Giovanni Malagodi
- Antonio Mazzarino
- Gennaro Papa
- Pietro Serrentino

### Partito Repubblicano

#### Predsednik
- Ugo La Malfa (v funkciji do 7.7.1973)
- Oronzo Reale (v funkciji od 12.7.1973 do 23.11.1974 in od 24.2.1976)
- Oddo Biasini (v funkciji od 16.12.1974 do 24.2.1976)

#### Podpredsedniki
- Oddo Biasini (v funkciji od 12.7.1973 do 16.12.1974)
- Pietro Bucalossi (v funkciji do 7.7.1973)
- Oscar Mammì (v funkciji od 16.12.1974)

#### Sekretarji
- Antonio Del Pennino (v funkciji od 16.12.1974)
- Aristide Gunnella (v funkciji do 28.11.1974)

#### Člani
- Renato Ascari Raccagni
- Pasquale Bandiera
- Adolfo Battaglia
- Giorgio Bogi
- Francesco Compagna
- Ennio D'Aniello
- Giorgio La Malfa
- Bruno Visentini

### Misto

#### Predsenik
- Luigi Anderlini

#### Vicepresidenti
- Roland Riz

#### Sekretarji
- Hans Benedikter

#### Člani
- Emilio Chanoux (v funkciji od 26.11.1972)
- Michele Columbu
- Aldo Masullo
- Karl Mitterdorfer
- Cesare Terranova

Dne 8.4.1974 se je pridružil skupini poslanec Fiorentino Sullo - originalno član Krščanskih demokratov; poslanec do 3.6.1974 in se nato pridruži Partito Socialista Democratico Italiano
Dne 28.6.1974 se je pridružil skupini poslanec Gino Birindelli - originalno član Movimento Sociale Italiano-Destra Nazionale
Dne 28.2.1975 se je pridružil skupini poslanec Luigi Angrisani - originalno član Partito Socialista Democratico Italiano